# Saint-Léonard (Montreal)
Saint-Léonard ist eines von 19 Arrondissements der Stadt Montreal in der kanadischen Provinz Québec. Vor 2002 war es eine eigenständige Gemeinde. Im Jahr 2011 zählte der 13,5 km² große Stadtbezirk 75.707 Einwohner.

## Geographie
Saint-Léonard liegt im Norden der Île de Montréal. Benachbarte Arrondissements der Stadt Montreal sind Anjou im Norden, Mercier–Hochelaga-Maisonneuve im Osten, Rosemont–La Petite-Patrie im Südosten, Villeray–Saint-Michel–Parc-Extension im Süden und Montréal-Nord im Westen.

## Geschichte
1886 erfolgte die Gründung des Sprengels Saint-Léonard-de-Port-Maurice. Er entstand durch Gebietsabtretungen der Gemeinden Sault-au-Récollet und Longue-Pointe. Der Sprengel ist nach dem hl. Leonhard von Porto Maurizio benannt, einen Franziskaner. 1915 spaltete sich der nördliche Teil ab (dieses Gebiet entspricht heute dem Arrondissement Anjou), während der südliche Teil den Status einer Stadt erhielt.
Bis Mitte der 1950er Jahre war die Gegend ländlich geprägt, dann setzte jedoch eine beispiellose Wachstumsphase ein. Innerhalb von 15 Jahren stieg die Bevölkerungszahl um mehr als das Fünfzigfache an (925 Einwohner im Jahr 1956; 52.040 Einwohner im Jahr 1971). Dafür verantwortlich war ein großes Erschließungsprojekt einer Montrealer Wohnungsbaugenossenschaft. Die meisten neuen Einwohner waren italienische Einwanderer. 1962 änderte die Gemeinde ihren Namen in Saint-Léonard. Am 1. Januar 2002 fusionierte sie mit Montreal und bildet seither ein Arrondissement.

## Bevölkerung

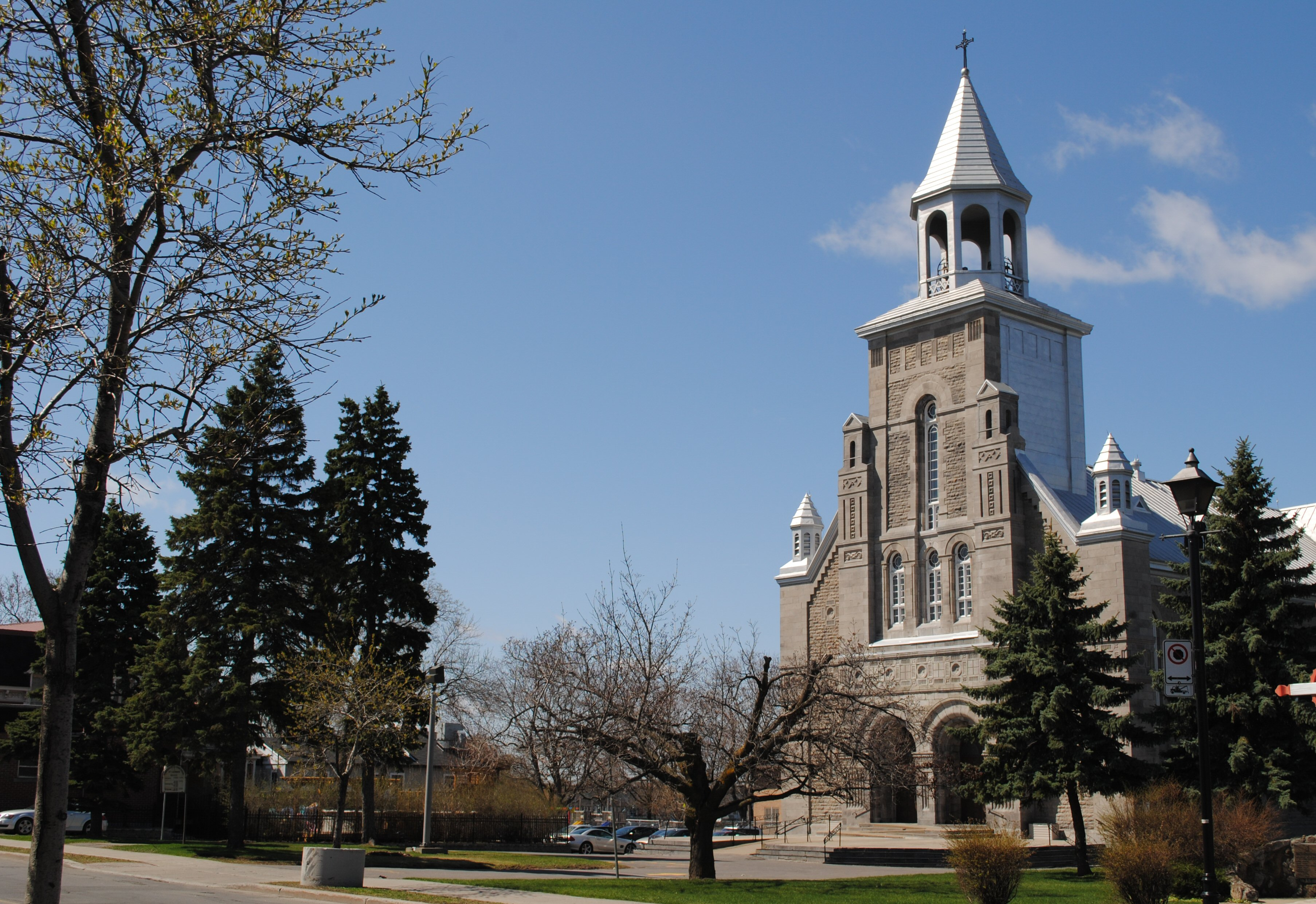
Kirche Saint-Léonard-de-Port-Maurice

Gemäß der Volkszählung 2011 zählte Saint-Léonard 75.707 Einwohner, was einer Bevölkerungsdichte von 5608 Einwohnern/km² entspricht. Von den Befragten gaben 31,8 % Französisch und 8,1 % Englisch als Muttersprache an. Weitere bedeutende Sprachen sind unter anderem Italienisch (25,7 %), Arabisch (11,8 %), Spanisch (7,1 %) und Haitianisch (3,3 %). Der Anteil von Nicht-Amtssprachen ist in keinem anderen Arrondissement höher als in Saint-Léonard, wobei das Italienische deutlich überwiegt.

## Sehenswürdigkeiten
- Saint-Léonard-Höhle
- Kirche Saint-Léonard-de-Port-Maurice